# Council Bluffs
Council Bluffs es una ciudad ubicada en el condado de Pottawattamie en el estado estadounidense de Iowa. En el año Censo de los Estados Unidos de 2020 tenía una población de 62 799 habitantes y una densidad poblacional de 1461,7 personas por milla² (564,4 personas por km²). Se encuentra sobre la orilla izquierda del río Misuri —que la separa de Nebraska—, algunos kilómetros al norte de su confluencia con el río Platte.

## Historia

### 1804–1843 - Reserva de Potawatomi y Campamento de Caldwell
El primer Council Bluff (singular) estaba en el lado de Nebraska del río en Fort Atkinson (Nebraska), a unas 20 millas al noroeste de la actual ciudad de Council Bluffs. Fue nombrado por Lewis y Clark para un farol donde lo encontraron con la tribu Otoe el 2 de agosto de 1804.
El lado del río de Iowa se convirtió en una reserva india en la década de 1830 para los miembros del Concilio de tres fuegos de Chippewa, Ottawa y Potawatomi, quienes se vieron obligados a abandonar al área de Chicago bajo el Tratado de Chicago, que abrió el camino para la ciudad de Chicago para incorporar.
El grupo más grande de los nativos americanos que se mudaron a la zona fue Pottawatomi, a quien dirigió su jefe Billy Caldwell, llamado Sauganash ("uno que habla inglés"), el hijo del lealista británico William Caldwell, quien fundó comunidades canadienses en el lado sur de El río Detroit, y una mujer Pottawatomi.
Tratando de evitar la confrontación con los Sioux, que eran nativos del área de Council Bluffs, el Pottawattamie de 1,000 a 2,000 inicialmente se había establecido al este del río Misuri en territorio indio entre Leavenworth y St. Joseph. Cuando esta área se compró a las tribus Ioway, Sac y Fox en la Compra Platte y parte de Misuri en 1837, Sauganash y Pottawatomi se vieron obligados a mudarse a su reservación asignada en Council Bluffs. El nombre en inglés de Sauganash era Billy Caldwell, y su aldea se llamaba Caldwell's Camp. La tribu a veces se llamaba los indios Bluff. Los dragones del ejército de Estados Unidos construyeron una pequeña fortaleza.
En 1838–39, el misionero Pierre-Jean De Smet fundó la Misión de San José para ministrar a los Potawatomi. De Smet se horrorizó por la violencia y la brutalidad causada por el comercio de whisky, y trató de proteger a la tribu de comerciantes sin escrúpulos. Sin embargo, tuvo poco éxito en persuadir a los miembros de las tribus para que se convirtieran al cristianismo y recurrió al bautismo secreto de niños indios.
Durante este tiempo, De Smet contribuyó al trabajo de Joseph Nicollet en el mapeo del medio oeste superior. De Smet produjo el primer mapa detallado, registrado en Europa, del área de Council Bluffs; detallaba el sistema del valle del río Misuri, desde debajo del río Platte hasta el río Big Sioux.

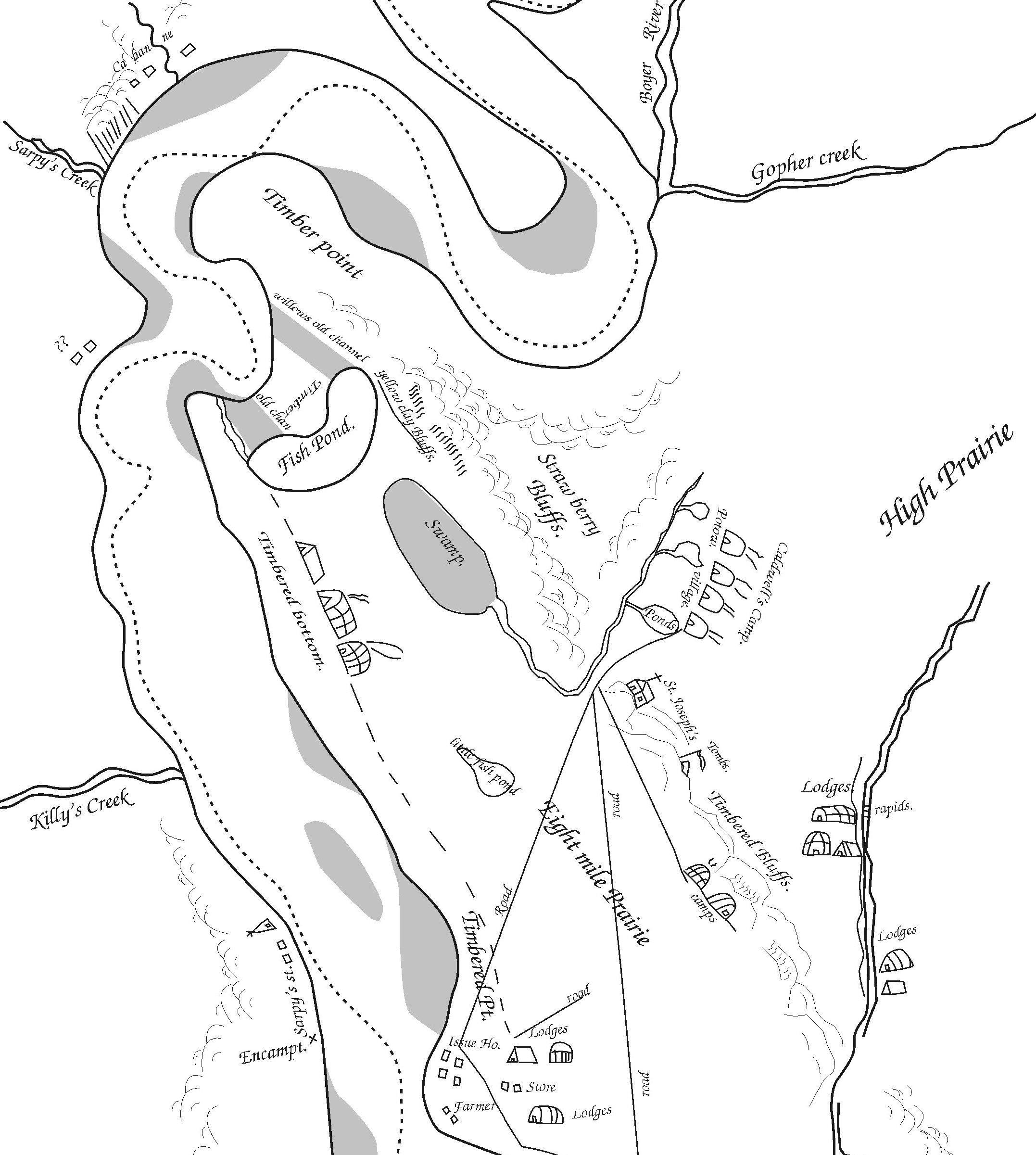
Mapa de 1839. Caldwell's Camp era un pueblo de Potawatomi liderado por Billy Caldwell, cerca de Kanesville, más tarde llamado Council Bluffs.

De Smet escribió una descripción temprana del asentamiento de Potawatomi, que captura su sesgo:
Magine fue una gran cantidad de cabañas y carpas, hechas de corteza de árboles, pieles de búfalo, telas gruesas, juncos y céspedes, todo esto de aspecto lúgubre y funerario, de todos los tamaños y formas, algunas sostenidas por un poste, otras con seis, y con la cobertura extendida en todos los estilos diferentes imaginables, y todos dispersos aquí y allá en la mayor confusión, y tendrás un pueblo indio.
A medida que más nativos americanos fueron empujados al área de Council Bluffs por la presión del asentamiento europeo-estadounidense en el este, el conflicto entre tribus aumentó, impulsado por el comercio ilegal de whisky. El ejército de los Estados Unidos construyó Fort Croghan en 1842, para mantener el orden y tratar de controlar el tráfico de licor en el río Misuri. Sin embargo, ese fuerte fue destruido en una inundación el mismo año.
En 1846, los Potawatomi se vieron obligados a mudarse nuevamente a una nueva reserva en Osawatomie.

### 1844–1851 - Comunidad Mormona de Kanesville
En 1844, el Fiesta de Stephens-Townsend-Murphy cruzó el río Misuri aquí, en su camino para abrir un nuevo camino hacia California a través de las montañas de Sierra Nevada. A partir de 1846, hubo una gran afluencia de Santos de los Últimos Días en el área, aunque en el invierno de 1847–1848, la mayoría de los Santos de los Últimos Días cruzaron hacia el lado de Nebraska del río Misuri. Inicialmente, el área se llamaba "Miller's Hollow", por Henry W. Miller, quien sería el primer miembro de la Legislatura del Estado de Iowa en el área. Miller también fue el capataz de la construcción del Tabernáculo de Kanesville.
Para 1848, la ciudad se había dado a conocer como Kanesville, llamada así por el benefactor Thomas L. Kane, quien había ayudado a negociar en Washington D. C. el permiso federal para que los mormones usaran tierras indias a lo largo del Misuri para su campamento de invierno de 1846–47. Construido al lado del Campamento de Caldwell, Kanesville se convirtió en el punto principal de equipamiento para el Pioneros mormones a Utah, y es el extremo reconocido del Camino Mormón.
Edwin Carter, quien se convertiría en un notable naturalista en Colorado, trabajó aquí desde 1848–1859 en una tienda de productos secos. Él ayudó a suministrar trenes de vagones mormones.
Los colonos que parten al oeste de Kanesville, a las partes poco organizadas y desorganizadas del Territorio de Misuri al País de Oregón y al recién conquistado Territorio de California, a través del (eventual) Territorio de Nebraska, viajaron en los vagones de trenes a lo largo del tan condenado Oregón, Mormón, o Ruta de California en las tierras occidentales de Estados Unidos recientemente expandidas.
Después de que los primeros vagones organizados de gran tamaño salieran de Misuri en 1841, las olas de migración anuales comenzaron en serio en la primavera de 1843. Posteriormente, se construyeron con la apertura del Sendero Mormón (1846) hasta su punto máximo a fines de la década de 1860, cuando se conocieron El progreso del ferrocarril tuvo un efecto de frenado.
En la década de 1860, prácticamente todos los trenes de vagones de migración pasaban cerca de la ciudad renombrada. Los senderos del tren de vagones se volvieron menos importantes con la llegada del primer ferrocarril transcontinental completo en 1869, pero aunque el uso del sendero disminuyó después de eso, su uso continuó a tasas menores hasta fines del siglo XIX.
El Batallón Mormón comenzó su marcha desde Kanesville a California durante la guerra entre México y Estados Unidos. Aquí fue donde el matrimonio plural comenzó a practicarse abiertamente. Orson Hyde comenzó a publicar el periódico The Frontier Guardian, y Brigham Young se mantuvo como el segundo presidente de La Iglesia de Jesucristo de los Santos de los Últimos Días (iglesia SUD). La comunidad fue transformada por la fiebre del oro de California, y la mayoría de los mormones se fueron a Utah en 1852.

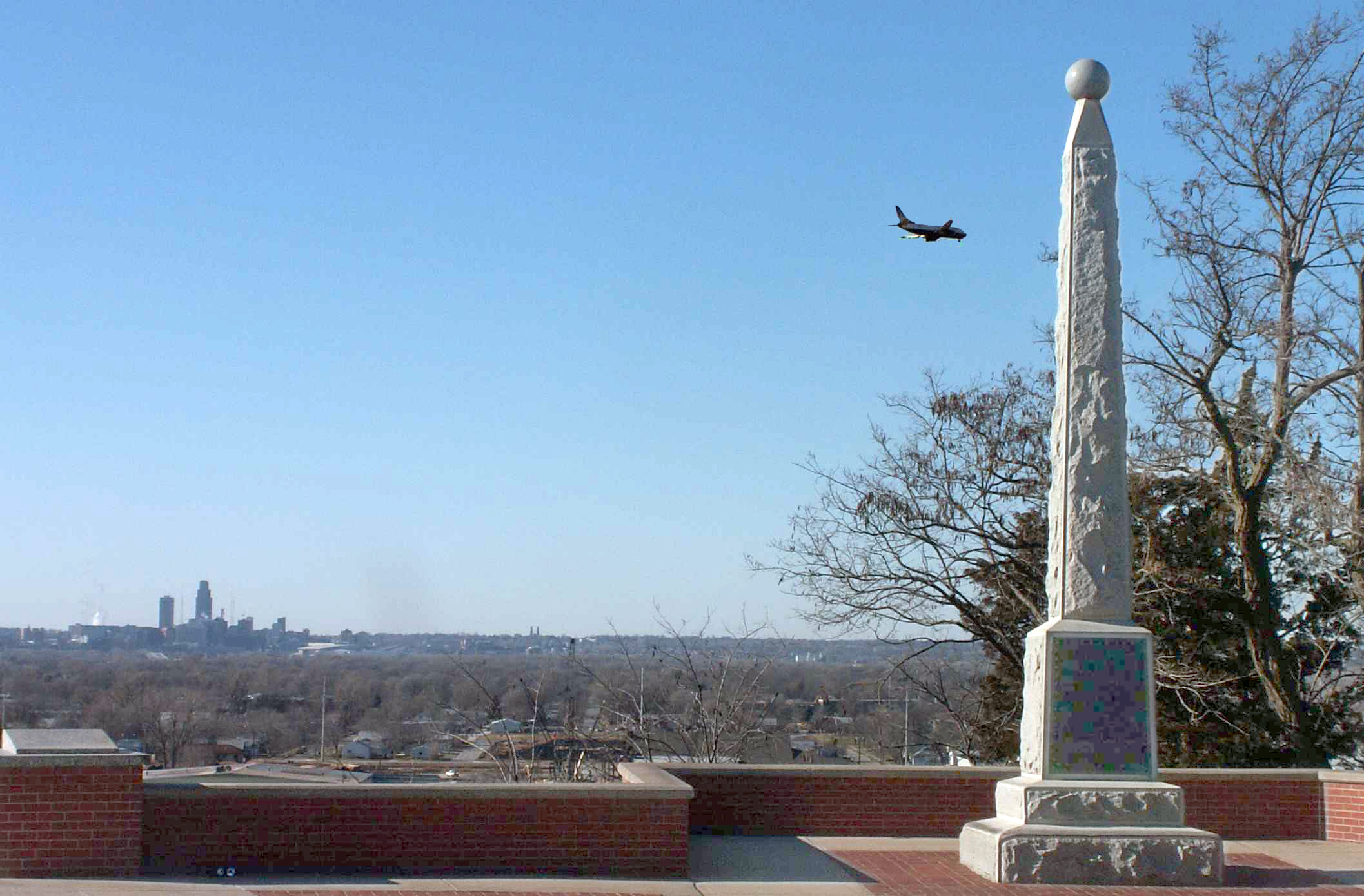
Lincoln Memorial en Council Bluffs, donde se dice que el presidente Abraham Lincoln seleccionó este sitio como el extremo este del Ferrocarril transcontinental.

### 1852–1900 - Council Bluffs y comienzo de la era del ferrocarril
En 1852, la ciudad pasó a llamarse Council Bluffs. Continuó como un importante punto de equipamiento en el río Misuri para Emigrant Trail y Pike's Peak Gold Rush, y ofreció un animado comercio de barco de vapor.
En 1863, un soldado anónimo que se dirigía a luchar contra el levantamiento de Dakota pasó por Council Bluffs y describió una ciudad de gran dificultad:
Abraham Lincoln designó a Council Bluffs (en lugar de a Omaha) como el punto de partida oficial del ferrocarril transcontinental que se completó en 1869. El inicio oficial de "Mile 0" es en la calle 21 y la avenida 9, que ahora está marcada por un pico de oro que se usó para la promoción de la película de la Unión Pacífico La conexión física de Council Bluffs al Ferrocarril Transcontinental se retrasó hasta 1872 cuando se abrió el Puente de la Unión Pacífico sobre el Río Misuri (los vagones del ferrocarril tenían que ser transportados a través del río Misuri desde Council Bluffs hasta Omaha en Los primeros días de la Transcontinental).
Los ferrocarriles de Chicago y North Western llegaron a 1867. Otros ferrocarriles que operaban en la ciudad incluían Chicago, Rock Island y Pacific Railroad, Chicago Great Western Railway, Wabash Railroad, Illinois Central Railroad, Chicago, Burlington y Quincy Railroad y Chicago, Milwaukee, St. Paul and Pacific Railroad.

### 1900-actualidad

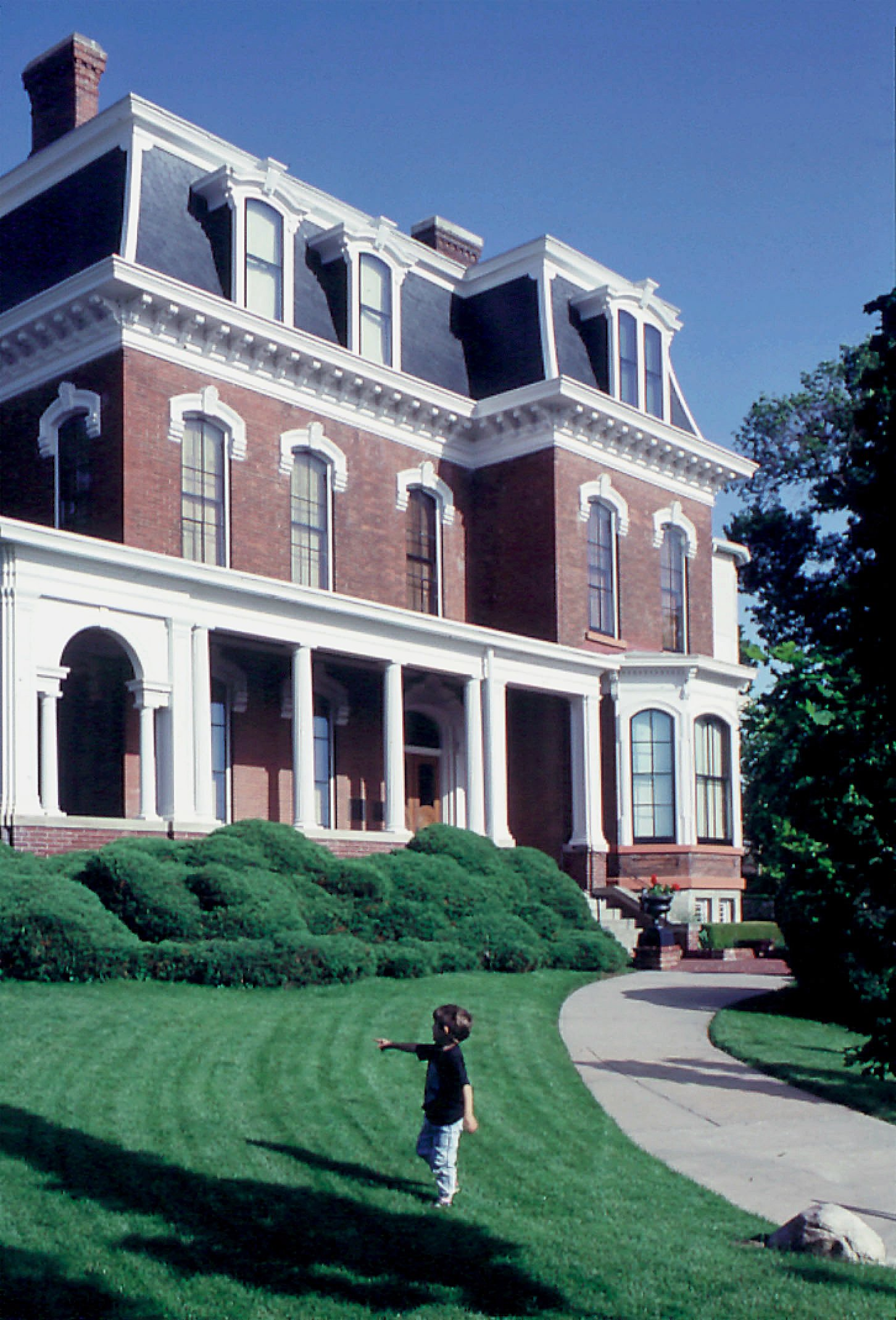
Grenville M. Dodge House, de 1869, es en el Registro Nacional de Lugares Históricos.

En 1926, la parte de Council Bluffs al oeste del río Misuri se separó para formar Carter Lake. Carter Lake había sido cortado por un cambio en el curso del río Misuri.
En la década de 1930, Council Bluffs se había convertido en el quinto centro ferroviario más grande del país. Los ferrocarriles ayudaron a la ciudad a convertirse en un centro para el almacenamiento de granos, y los elevadores de granos masivos siguen marcando el horizonte de la ciudad. Otras industrias en la ciudad incluyen Blue Star Foods, Cereales Enanos, Frito-Lay, Cereales Georgie Porgie, Fabricación Gigante, Elevadores de Kimball, Aceite de Motor Mona, Monarca, Baterías Reliance, Dulces de Woodward y World Radio. Durante la década de 1940, Meyer Lansky operaba una pista de carrera de galgos en Council Bluffs.
La reestructuración de la industria ferroviaria causó la pérdida de muchos empleos después de mediados del siglo XX, al igual que la reestructuración de la industria pesada. Muchos trabajos se trasladaron a la costa. A finales del siglo XX, la ciudad y la región sufrían un estancamiento económico y una población en declive, mientras luchaban por desarrollar una nueva economía. La renovación urbana del centro de la ciudad se llevó a cabo para crear un nuevo futuro al tiempo que enfatiza las fortalezas del patrimonio.

## Geografía
Según la Oficina del Censo de los Estados Unidos, en 2010 la localidad tenía un área total de 112,97 km², de los cuales 40,97 millas cuadradas (106,1 km²) fueron de tierra firme y el restante 6,85 km² a agua, 6,06% de la superficie total de la localidad. En el censo de 2020 el área de tierra firme había aumentado a 42,96 millas cuadradas (111,3 km²).

## Demografía
Según el censo de 2010, había 62.230 personas residiendo en la localidad. La densidad de población era de 550,85 hab./km². Había 26594 viviendas con una densidad media de 235,41 viviendas/km². El 90,85% de los habitantes eran blancos, el 1,86% afroamericanos, el 0,57% amerindios, el 0,74% asiáticos, el 0,04% isleños del Pacífico, el 3,56% de otras razas, y el 2,37% pertenecía a dos o más razas. El 8,48% de la población eran hispanos o latinos de cualquier raza.
Según la Oficina del Censo en 2000 los ingresos medios por hogar en la localidad eran de $36,221 y los ingresos medios por familia eran $42,715. Los hombres tenían unos ingresos medios de $30,828 frente a los $23,476 para las mujeres. La renta per cápita para la localidad era de $18,143. Alrededor del 10.3% de la población estaban por debajo del umbral de pobreza.